# (78905) Seanokeefe
(78905) Seanokeefe (2003 SK85) – planetoida z pasa głównego asteroid okrążająca Słońce w ciągu 3,75 lat w średniej odległości 2,41 j.a. Odkryta 16 września 2003 roku.